# Miljö (omgivning)
För andra betydelser, se Miljö.
| Miljö |
| --- |
| En barrskog är både del av naturen och miljön omkring människan. - Betydelse – den fysiska omgivningen, inklusive samspelet mellan olika organismer - Levande del – naturen - Synonym – (inom ekologin) biotop |

Miljö (av franska milieu) syftar på omgivningen eller omgivande förhållanden. Inte minst används ordet när man talar om samspelet mellan olika växter, djur (inklusive människan) och andra organismer i denna natur. Inom ekologin är miljö detsamma som biotop.

## Definitioner och begrepp
Miljö är ett allmänt begrepp med flera olika betydelser. Ofta syftar det på samspel och förhållanden i den natur eller omvärld som befolkas av människan och andra organismer. Den fysiska och sociala miljön kan förklaras som organismens påverkan på sin omgivning och omgivningens påverkan på organismen.
Det finns också en mängd ordsammansättningar och utvecklade koncept med någon sorts koppling till miljön. Med den ökande medvetenheten om människans plats och påverkan i världen har det utvecklats miljövarianter av en mängd samhälleliga funktioner och processer. Detta inkluderar miljöekonomi, miljökonsekvensbeskrivning, miljömedicin, miljömärkning, miljöorganisation, miljöteknik, miljövetenskap och miljövård. Ofta gränsar miljö- och naturintressen till varandra, med funktioner och processer som griper in i varandras verksamhet.
Miljöbegreppet kan ibland användas som en rent fysisk perspektivmarkering. I böcker och filmer talas om miljön som den tid och plats som handlingen utspelas i. För människors vardag är deras boendemiljö, arbetsmiljö eller uppväxtmiljö värdefulla perspektiv. I motsatsförklaringen "arv eller miljö" används ordet miljö som markör för människans liv, till skillnad på det personen har med sig vid födseln.

## Historia
Idén om att människans fysiska omgivning spelar roll för levnadsvillkor och individernas välbefinnande har beskrivits sedan antiken. Hos den franske tänkaren Montesquieu diskuterades bland annat klimatläran i hans De l'esprit des lois (1749). Under historien har även miljöns betydelse för människans individuella utveckling vuxit fram, ibland beskrivet utifrån motsatsparen miljödeterminism och possibilism.
Miljöbegreppet växte successivt fram, parallellt med den ökade kunskapen om människans roll och beroende av sin omgivande natur och den värld hon bebodde. Den sena 1700-talsförfattaren Buffon skrev i sin Des époques de la nature (1779), där den sista sjundedelen av verket tar upp människans behärskande av naturen.
1800-talets industrialisering och urbanisering bidrog till ofta radikalt förändrade livsmiljöer för många människor, med insikten om behovet av att skydda vissa natur- och miljövärden. Parallellt uppgraderades tanken att människan var en del av naturen – en värld som setts som något som människan måste bemästra. Med Charles Darwins och en mängd andras forskningsinsatser ökade intresset för att vårda den omgivning som olika människor bebodde, och skyddsvärda områden började sättas av till nationalparker och naturreservat.
1864 skrev den inflytelserike amerikanen George Perkins Marsh i sin Man and Nature om Europa som en kontinent som människan totalt förvandlat. Därefter ökade diskussionen omkring människans roll som förändrande faktor i sin värld, och man lyfte fram de olika riskerna med människans påverkan.
Under andra halvan av 1900-talet ökade intresset för tillgången till ren luft, rent vatten och beboeliga miljöer, och författare som Rachel Carson (Tyst vår, 1962) väckte ökad medvetenhet om den pågående förstöringen av människans och andra organismers levnadsmiljöer. Jordens växande befolkning ställde ökade krav på resurshantering, på grund av befolkningens ökade tryck på sin miljö. Detta satte fokus på problemen runt miljöförstöringen, den process där resurser i människans omgivning försvinner eller tas bort genom olika ofta människoskapade processer. Åren runt 1970 etablerades forskningsämnet miljöhistoria, under påverkan på den dåvarande miljödebatten.
Den ökande befolkningens påverkan på miljön har i många fall lett till konflikter, mellan förespråkare av olika sorters utnyttjande och hantering av de tillgängliga resurserna. Jordbruk, bebyggelse och uppvärmningsbehov har på många håll lett till avskogning, dålig hantering av kasserade produkter har lett till att miljöavfall behöver tas om hand systematiskt, konstbevattning påverkar tillgången på vatten för växter, djur och andra ändamål. Människans moderna samhälle har lett till andra behov av metaller och energi, vilket i många fall bidragit till att omvandla delar av miljön. Den moderna människan lever stora delar av sitt liv inomhus, vilket ställer krav på en dräglig inomhusmiljö.

## Etymologi
Ordet miljö är hämtat från franskans milieu med samma uttal. Detta ord har där en mer allmän betydelse motsvarande 'genomsnitt' eller belägenhet, och ordet är en sammansättning av mi, 'mitt[erst]', och lieu, 'plats'. Detta motsvarar latinets medius locus, 'ett ställe i mitten'. Den svenska betydelsen av naturförhållanden och samspelet mellan organismer nyttjas på franska av ordet environnement och i engelskan av ordsyskonet environment.
Miljö i betydelsen 'omgivning' finns i svensk skrift sedan 1890-talet. Dessförinnan hade ordet (då ofta med fransk stavning) kunnat användas som beskrivning av mänskliga medelmåttor och hål längs med biljardbords långsidor (sedan 1853 respektive 1839).